# أبوسوم (جنس)
الأبوسوم أو السَّرِيغ (باللاتينية: Didelphis) أو الأبوسوم الأمريكيُّ الضخم هو جنسٌ من حيوانات الأبوسوم. جميع الأنواع المُتضمَّنة فيه هي حيواناتٌ قارتة بحجم القطط تقريباً، التي تتميَّز بذيلها القويِّ الذي يمكنُها تعليق كامل وزن جسدها عليه، وتظاهُرها بالموت عندما يُحدِقَ بها خطرٌ لا تستطيعُ الفرار منه. أكبر أنواع الجنس هو أبوسوم فرجينيا، وهو النوع الوحيد من الجرابيَّات الذي يسكنُ قارة أمريكا الشمالية شمال المكسيك.